# Černá Hora (Blanskói járás)
Černá Hora település Csehországban, a Blanskói járásban. Černá Hora Rájec-Jestřebí, Žernovník, Býkovice, Bořitov, Závist, Újezd u Černé Hory, Milonice, Malá Lhota, Lipůvka, Spešov és Blansko településekkel határos. Lakosainak száma 2141 fő (2024. január 1.).

## Népesség
A település lakosságának változását az alábbi diagram mutatja:
| Lakosok száma | 1105 | 1224 | 1534 | 1501 | 2002 | 1913 | 2103 | 2190 | 2139 | 2141 |
|               | 1869 | 1890 | 1921 | 1950 | 1980 | 2001 | 2017 | 2019 | 2022 | 2024 |